# NFL Defensive Player of the Year Award
Der NFL Defensive Player of the Year Award ist die Auszeichnung für den besten Spieler der Defense (Abwehr) in einer Saison der US-amerikanischen American-Football-Liga National Football League (NFL). Die Ernennung zum NFL Defensive Player of the Year wird jährlich durch die Associated Press (AP) durchgeführt. Neben der Associated Press hatte auch die Newspaper Enterprise Association (NEA) von 1966 bis 1996 einen Preis für den besten Abwehrspieler des Jahres vergeben. Der Titel stellt eine hohe Auszeichnung dar und steigert das Renommee eines Spielers. Die Auszeichnung gilt als die wichtigste Auszeichnung an einen Abwehrspieler durch die amerikanische Presse. Eine automatische Aufnahme in die Pro Football Hall of Fame ist damit nicht verbunden. Viele Spieler, denen diese Ehrung zuteilwurde, wurden allerdings nach ihrer aktiven Laufbahn in die Ruhmeshalle der NFL aufgenommen.

## AP - Liste der ernannten Spieler
| Saison | Spielername         | Position         | NFL Team             |
| ------ | ------------------- | ---------------- | -------------------- |
| 1971   | Alan Page           | Defensive Tackle | Minnesota Vikings    |
| 1972   | Joe Greene          | Defensive Tackle | Pittsburgh Steelers  |
| 1973   | Dick Anderson       | Safety           | Miami Dolphins       |
| 1974   | Joe Greene (2)      | Defensive Tackle | Pittsburgh Steelers  |
| 1975   | Mel Blount          | Cornerback       | Pittsburgh Steelers  |
| 1976   | Jack Lambert        | Linebacker       | Pittsburgh Steelers  |
| 1977   | Harvey Martin       | Defensive End    | Dallas Cowboys       |
| 1978   | Randy Gradishar     | Linebacker       | Denver Broncos       |
| 1979   | Lee Roy Selmon      | Linebacker       | Denver Broncos       |
| 1980   | Lester Hayes        | Cornerback       | Oakland Raiders      |
| 1981   | Lawrence Taylor     | Linebacker       | New York Giants      |
| 1982   | Lawrence Taylor (2) | Linebacker       | New York Giants      |
| 1983   | Doug Betters        | Defensive End    | Miami Dolphins       |
| 1984   | Kenny Easley        | Safety           | Seattle Seahawks     |
| 1985   | Mike Singletary     | Linebacker       | Chicago Bears        |
| 1986   | Lawrence Taylor (3) | Linebacker       | New York Giants      |
| 1987   | Reggie White        | Defensive End    | Philadelphia Eagles  |
| 1988   | Mike Singletary (2) | Linebacker       | Chicago Bears        |
| 1989   | Keith Millard       | Defensive Tackle | Minnesota Vikings    |
| 1990   | Bruce Smith         | Defensive End    | Buffalo Bills        |
| 1991   | Pat Swilling        | Linebacker       | New Orleans Saints   |
| 1992   | Cortez Kennedy      | Defensive Tackle | Seattle Seahawks     |
| 1993   | Rod Woodson         | Cornerback       | Pittsburgh Steelers  |
| 1994   | Deion Sanders       | Cornerback       | San Francisco 49ers  |
| 1995   | Bryce Paup          | Linebacker       | Buffallo Bills       |
| 1996   | Bruce Smith (2)     | Defensive End    | Buffallo Bills       |
| 1997   | Dana Stubblefield   | Defensive Tackle | San Francisco 49ers  |
| 1998   | Reggie White (2)    | Defensive End    | Green Bay Packers    |
| 1999   | Warren Sapp         | Defensive Tackle | Tampa Bay Buccaneers |
| 2000   | Ray Lewis           | Linebacker       | Baltimore Ravens     |
| 2001   | Michael Strahan     | Defensive End    | New York Giants      |
| 2002   | Derrick Brooks      | Linebacker       | Tampa Bay Buccaneers |
| 2003   | Ray Lewis (2)       | Linebacker       | Baltimore Ravens     |
| 2004   | Ed Reed             | Safety           | Baltimore Ravens     |
| 2005   | Brian Urlacher      | Linebacker       | Chicago Bears        |
| 2006   | Jason Taylor        | Defensive End    | Miami Dolphins       |
| 2007   | Bob Sanders         | Safety           | Indianapolis Colts   |
| 2008   | James Harrison      | Linebacker       | Pittsburgh Steelers  |
| 2009   | Charles Woodson     | Cornerback       | Green Bay Packers    |
| 2010   | Troy Polamalu       | Safety           | Pittsburgh Steelers  |
| 2011   | Terrell Suggs       | Linebacker       | Baltimore Ravens     |
| 2012   | J. J. Watt          | Defensive End    | Houston Texans       |
| 2013   | Luke Kuechly        | Linebacker       | Carolina Panthers    |
| 2014   | J. J. Watt (2)      | Defensive End    | Houston Texans       |
| 2015   | J. J. Watt (3)      | Defensive End    | Houston Texans       |
| 2016   | Khalil Mack         | Defensive End    | Oakland Raiders      |
| 2017   | Aaron Donald        | Defensive Tackle | Los Angeles Rams     |
| 2018   | Aaron Donald (2)    | Defensive Tackle | Los Angeles Rams     |
| 2019   | Stephon Gilmore     | Cornerback       | New England Patriots |
| 2020   | Aaron Donald (3)    | Defensive Tackle | Los Angeles Rams     |
| 2021   | T. J. Watt          | Linebacker       | Pittsburgh Steelers  |
| 2022   | Nick Bosa           | Defensive End    | San Francisco 49ers  |
| 2023   | Myles Garrett       | Defensive End    | Cleveland Browns     |
| 2024   | Patrick Surtain II  | Cornerback       | Denver Broncos       |

Quelle:pro-football-reference.com

## NEA - Liste der ernannten Spieler
- 1966: Larry Wilson, Safety, St. Louis Cardinals
- 1967: Deacon Jones, Defensive End, Los Angeles Rams
- 1968:	Deacon Jones, Defensive End, Los Angeles Rams
- 1969:	Dick Butkus, Linebacker, Chicago Bears
- 1970:	Dick Butkus, Linebacker, Chicago Bears
- 1971:	Carl Eller, Defensive End, Minnesota Vikings
- 1972:	Joe Greene, Defensive Tackle, Pittsburgh Steelers
- 1973: Alan Page, Defensive Tackle, Minnesota Vikings
- 1974: Joe Greene, Defensive Tackle, Pittsburgh Steelers
- 1975:	Curley Culp, Defensive Tackle, Houston Oilers
- 1976:	Jerry Sherk, Defensive Tackle, Cleveland Browns
- 1977:	Harvey Martin, Defensive End, Dallas Cowboys
- 1978:	Randy Gradishar, Linebacker, Denver Broncos
- 1979:	Lee Roy Selmon, Defensive End, Tampa Bay Buccaneers
- 1980:	Lester Hayes, Cornerback, Oakland Raiders
- 1981: Joe Klecko, Defensive End, New York Jets
- 1982: Mark Gastineau, Defensive End, New York Jets
- 1983: Jack Lambert, Linebacker, Pittsburgh Steelers
- 1984:	Mike Haynes, Cornerback, Los Angeles Raiders
- 1985: Howie Long, Defensive End, Los Angeles Raiders/Andre Tippett, Linebacker, New England Patriots
- 1986:	Lawrence Taylor, Linebacker, New York Giants
- 1987:	Reggie White, Defensive End, Philadelphia Eagles
- 1988:	Mike Singletary, Linebacker, Chicago Bears
- 1989:	Tim Harris, Linebacker, Green Bay Packers
- 1990:	Bruce Smith, Defensive End, Buffalo Bills
- 1991: Pat Swilling, Linebacker, New Orleans Saints
- 1992:	Junior Seau, Linebacker, San Diego Chargers
- 1993: Bruce Smith, Defensive End, Buffalo Bills
- 1994:	Deion Sanders, Cornerback, San Francisco 49ers
- 1995:	Bryce Paup, Linebacker, Buffalo Bills
- 1996:	Kevin Greene, Linebacker, Carolina Panthers